# Constancia de la Mora
Constancia de la Mora Maura (Madrid, 28 de enero de 1906-Guatemala, 27 de enero de 1950) fue una aristócrata comunista española —nieta del político conservador Antonio Maura— que apoyó la causa republicana durante la Guerra Civil. Dirigió la Oficina de Prensa Extranjera de la República. Su esposo era el jefe de las Fuerzas Aéreas Republicanas, el general Hidalgo de Cisneros. Representando a la República, fue recibida por Stalin en el Kremlin y por Eleanor Roosevelt en la Casa Blanca.

## Trayectoria

### Primeros años
Nacida en enero de 1906 en una acomodada familia de la alta burguesía emparentada con la aristocracia, vivió sus primeros años en el seno de la alta sociedad madrileña. Su padre era Germán de la Mora y Abarca —hijastro y sobrino de Germán Gamazo—, y su madre Constancia Maura Gamazo —hija de Antonio Maura y sobrina de Germán Gamazo—; ambas familias presentan un importante grado de interrelación endogámica—. Una de sus hermanas, Marichu de la Mora, fue militante de Falange Española.
Estuvo casada en primeras nupcias con el malagueño Manuel Bolín (hermano de Luis Bolín) con quien tuvo una hija. Al no funcionar el matrimonio, en marzo de 1931 se instaló en Madrid con su hija y comenzó a trabajar con Zenobia Camprubí en su tienda de Arte Popular. A través de ella, conoció al periodista Jay Allen que pasó a ser un gran amigo. Conoció al general de la aviación republicana Ignacio Hidalgo de Cisneros  y tras conseguir el divorcio se casaron en 1933. Él fue nombrado agregado aéreo en las embajadas de Alemania e Italia. En septiembre de 1935 volvieron a España.

### Guerra Civil
Al comienzo de la guerra, trabajó organizando el cuidado de los huérfanos en Madrid. Evacuada a Alicante, trabajó montando allí hospitales. Después fue nombrada jefa de la Oficina de Prensa Extranjera republicana. Por contraste, su hermana era amiga personal de José Antonio Primo de Rivera y de su hermana Pilar, formó parte del núcleo inicial de Falange y durante la guerra civil contribuyó a organizar la Sección Femenina en la zona sublevada.
En la Oficina de Prensa, otra comunista, Rosario del Olmo era Jefa de Censura Extranjera. Indalecio Prieto consideró que la Oficina de Prensa estaba siendo controlada por los comunistas y cesó a De la Mora de su puesto. Fue readmitida y el ministro de Asuntos Exteriores, José Giral la ascendió a directora. Entre sus amistades estaban Irene Falcón, Tina Modotti, Teresa León y Rafael Alberti entre otros.
Viajó en dos ocasiones con su esposo a la Unión Soviética donde estaba su hija. En el segundo viaje, finales de 1938, Hidalgo de Cisneros representó a la República Española con una petición de ayuda. A la vuelta se instalaron en Barcelona, acompañando a las fuerzas republicanas en su retirada final hacia los Pirineos, separándose allí ya que su esposo volvió a España para contribuir a la defensa de Madrid. Constancia partió hacia Estados Unidos para recabar ayuda para la República.

### Tras la guerra
En América fue ayudada por Eleanor Roosevelt, Ernest Hemingway, Jay Allen, Paul Elliot y Martha Gellhorn, alguno de los cuales ya había tratado en España. Escribió en inglés su autobiografía In place of Splendor, (Doble esplendor) publicada en Nueva York. En 1939 se instaló en México,  donde perteneció a la Unión de Mujeres Españolas, que recogía fondos para los presos antifranquistas, y más tarde a la Junta del Comité de Ayuda a los Refugiados. Hasta que terminó la Segunda Guerra Mundial, en 1945, no pudo reunirse con su hija, que había sido evacuada a Rusia. En enero de 1950, la víspera de cumplir 44 años, Constancia murió en un accidente de tráfico en Guatemala.
Pablo Neruda, gran amigo suyo, asistió a su entierro, pronunciando un sentido discurso que comenzaba:

“Constancia, tu partida nos ha caído en medio del corazón y en medio de nosotros como un rayo negro, como una sombra terrible”… Pablo Neruda (ante la tumba de Constancia en Cuernavaca, Morelos)

Una de sus nietas, María Constancia Caraballo Bolín, (Cony), profesora en la Universidad de Colima, se transformó en militante revolucionaria y guerrillera urbana al principio de los años setenta del siglo XX, siendo finalmente una de las personas dadas por "desaparecidas", con ocasión de sus enfrentamientos con el Gobierno mexicano, en diciembre de 1973.

## Doble esplendor
La autobiografía constituye un documento sobre la historia de una mujer española en la primera mitad del siglo XX, concretamente la vida de una mujer que se rebela contra las convenciones sociales propias de su clase. Comienza una mañana de marzo de 1931 cuando una joven de la alta sociedad española que regresa a Madrid procedente de Málaga, que acababa de separarse de su marido y venía dispuesta a "empezar una nueva vida",  se da cuenta de que "España entera se disponía a hacer algo muy parecido", al proclamarse la República. 
La primera parte del libro describe cómo una joven de la aristocracia madrileña se convierte en una rebelde con simpatías republicanas, enfrentada a su familia, se refugia en la amistad de intelectuales como Zenobia Camprubí o Juan Ramón Jiménez, y se casa por lo civil con un oficial de aviación republicano. 
La segunda mitad del libro contiene un relato minucioso de la guerra civil española vista desde una perspectiva comprometida, incluyendo sucesos de  Madrid, Alicante, Valencia y Barcelona, ciudades donde la autora vivió durante la guerra.
El libro fue citado por autores anglosajones como Edward Malefakis, Gabriel Jackson o Hugh Thomas.  Su primera edición (1939) fue publicada en Estados Unidos, en inglés. Educada en Inglaterra, Constancia de la Mora hablaba un buen inglés, por haber pasado una larga temporada en Cambridge. Sin embargo,  varios investigadores sostienen que para escribir el libro contó con la colaboración de una periodista norteamericana, Ruth McKenney.
In place of Splendor: the autobiography of a Spanish woman consiguió una gran aceptación por parte de los lectores y los críticos, y fue traducido a numerosos idiomas. Richard Collins intentó su adaptación cinematográfica en 1946, con el mismo título que el libro, aunque con menos éxito.
Cuando Constancia de la Mora se estableció en México, escribió la versión española del libro (Doble esplendor) que fue publicada en dicho país. En ella eliminó anécdotas y explicaciones y añadió contexto. También se hicieron traducciones al francés, alemán, italiano, checo, rumano y ruso, pero la obra tuvo una mínima difusión en España por la situación política. En 1977 se hizo una edición española, que no se reeditó. En 2004, se publicó una nueva edición en España, con prólogo de Jorge Semprún Maura.

## Reconocimientos
Cuando se reeditó Doble esplendor, Rafael Alberti le dedicó a Constancia de la Mora un poema, en el que revivía los años de lucha común por la revolución:  

"Constancia de la Mora, compañera y amiga:

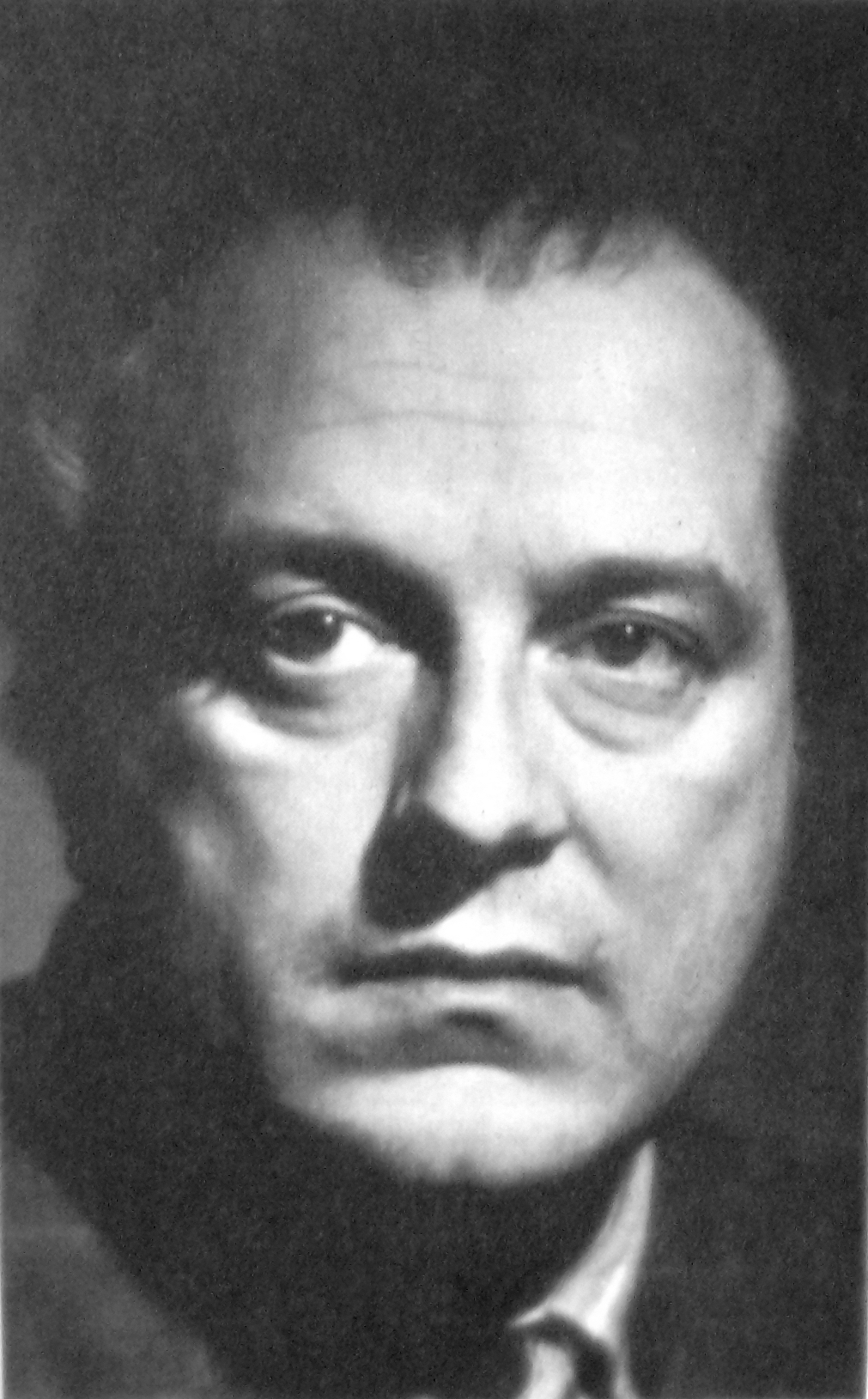
Rafael Alberti

tantos años pasados y aquí estás nuevamente,
aquí tu vida clara, el difícil camino
valeroso, leal y puro que elegiste.

Tantos años pasados pero que no han pasado.
Revives en tu ejemplo y contigo el de España,
aquel pueblo sencillo viril que acompañaste,
miliciana hasta el día de tu imprevista muerte.

Que no fue servidumbre a temores oscuros
la de tu corazón en las horas amargas.
Fue amor, ciega esperanza, entrega luminosa,

hasta borrar las huellas próceres de tu origen."

En la localidad de San Juan, en Alicante, el Ayuntamiento ha dado el nombre de Constancia de la Mora a una calle, en conmemoración a la labor que realizó durante la Guerra Civil en la evacuación y el cuidado de niños para protegerles de los bombardeos. El homenaje a Constancia de la Mora fue aprobado en el pleno 3 de abril de 2004, y recuerda la época en que Constancia se estableció en Sant Joan al cuidado de los niños evacuados de Madrid, que se instalaron en la finca Villa Amparo. Posteriormente, Constancia también instaló y atendió en San Juan una residencia para aviadores heridos en combate.

## Maruchi de la Mora
Marichu de la Mora y Maura, se convirtió en una relevante política, escritora y periodista en la España posterior a la guerra civil. Se casó en 1929 con Tomás Chávarri y Lignes, siendo uno de sus hijos el director de cine Jaime Chávarri. Antes de la guerra colaboró estrechamente con Pilar Primo de Rivera en la organización de la Sección Femenina, quien la nombró secretaria de la organización. Posteriormente fue delegada nacional de Prensa y Propaganda. Dirigió la revista Y, en la que colaboraron escritores y poetas falangistas relevantes como Eugenio d’Ors, Dionisio Ridruejo, Eugenio Montes, etc. y, según algunas fuentes, fue la mujer que inspiró a Dionisio Ridruejo gran número de sus poemas.
Fue la primera mujer española con carné de periodista. Junto con la princesa Smijlia, promovió en Ibiza la moda ad-lib y fue la primera presidenta del Círculo de Escritores de Moda. Además de colaboradora del diario Madrid, fue subdirectora de La Actualidad Española y colaboró con la revista Semana cuando era su director el escritor Manuel Halcón.
Marichu de la Mora falleció en su casa de La Mata del Pirón, en Segovia, el 1 de noviembre de 2001, a los 94 años de edad.